# Pintu Padang Julu
Pintu Padang Julu is een bestuurslaag in het regentschap Mandailing Natal van de provincie Noord-Sumatra, Indonesië. Pintu Padang Julu telt 1703 inwoners (volkstelling 2010).